# Iván Moreno Rojas
Néstor Iván Moreno Rojas (Miami, Estados Unidos, 8 de febrero de 1961) es un médico cirujano y político colombiano. Fue ministro de Trabajo y Seguridad Social, representante a la Cámara, alcalde de Bucaramanga y senador. Es hermano menor del condenado alcalde de Bogotá, Samuel Moreno y nieto del general Gustavo Rojas Pinilla. En el año 2014 Moreno fue condenado a 14 años de cárcel por el escándalo del Carrusel de la contratación, sentencia que fue apelada pero quedó en firme en marzo de 2022.

## Biografía
Es hijo del exsenador Samuel Moreno Díaz y de la excandidata presidencial María Eugenia Rojas, y nieto del general Gustavo Rojas Pinilla, quien fue Presidente de Colombia de facto entre 1953 y 1957. Rojas Moreno es médico graduado en 1984 por la Universidad Militar Nueva Granada.

## Carrera pública
Se ha especializado en Salud Pública y Administración de Salud en diversas universidades; a finales de los años 1980 fue concejal de Bucaramanga por la ANAPO y entre 1992 y 1994 fue Representante a la Cámara por Santander.

### Gobierno Samper
En 1994, durante el gobierno de Ernesto Samper, fue designado Viceministro de Salud Pública, y en 1996 llegó a encargarse por unos meses del Ministerio. Aunque ese año se retiró del Gobierno, en 1997 regresó como Ministro de Trabajo y Seguridad Social desde el 18 de marzo de 1997 hasta principios de 1998. En el marco de esas funciones, representó a Colombia en Ginebra durante la presidencia del país del Movimiento de Países No Alineados.

### Alcalde de Bucaramanga
En 2000 fue elegido alcalde de Bucaramanga por un periodo de tres años. Durante su gestión logró el apoyo de los sectores populares, con masivos programas dirigidos a los menos favorecidos y logró ser uno de los más populares alcaldes del país. En ese sentido, desarrolló el programa ‘Bucaramanga Sana’ destinado a mejorar la cobertura y la atención sanitaria.
Su gestión, sin embargo, fue criticada por haber recibido un déficit de 15.000 millones de pesos, y dejado uno superior a los 40.000 millones (-166%), llegando el Ministerio de Hacienda a calificar la ciudad financieramente inviable. Al respecto, Moreno Rojas ha afirmado que "una ciudad como Bucaramanga, reclama grandes obras de infraestructura que le permitan posicionarse como polo de desarrollo de nororiente colombiano, así como proyectos sociales orientados a brindar protección a las personas pobres y vulnerables", especificando que "el déficit que se produjo venía de anteriores administraciones, era básicamente de Tesorería, y pudo superarse al cabo del primer año del siguiente mandato".
En 2002 se desató un incendio en la sede de la Alcaldía, el cual generó polémica en torno a Moreno, llegando algunos de sus críticos a formular la teoría de una conspiración, en la que el alcalde habría hecho desaparecer documentos que habrían servido a la Contraloría Municipal en una investigación en su contra. Sin embargo, ninguna investigación prosperó y la compañía de seguros, responsable de pagar la póliza por el siniestro, no encontró ninguna irregularidad. Al respecto, en una carta en 2010 Moreno afirmó que se trata de una "especulación producto básicamente de chismes" afirmando que es ilógico "pensar que a un alcalde, el año en que fue considerado el mejor del país y cuando apenas estaba comenzando el segundo año de mandato, se le ocurriera quemar un edificio, que era su sede".

### Congresista
En las elecciones legislativas de 2006, Moreno Rojas fue elegido senador de la República de Colombia por el Polo Democrático Alternativo con un total de 49.331 votos, lo que le permitió relevar en esa corporación a su hermano Samuel quien había decidido no aspirar a un tercer periodo senatorial para buscar la alcaldía de Bogotá en las elecciones de 2007. El 20 de julio de 2007 Iván Moreno fue elegido Segundo Vicepresidente del Senado de la República de Colombia. Posteriormente en las elecciones legislativas de 2010, es reelecto senador con un total de 86.133 votos.
Moreno Rojas participó en varias iniciativas desde el Congreso. Fueron aprobadas aquellas relativas a "Fijar normas de índole sancionatoria, preventiva, educativa y administrativa que incidan de forma directa en la disminución del porte y utilización de armas blancas en el territorio Nacional", "Proteger a las personas de la tercera edad (o adultos mayores) de los niveles I y II de Sisbén, a través de los Centros Vida, como instituciones que contribuyen a brindarles una atención integral a sus necesidades y mejorar su calidad de vida" y "Disminuir de manera significativa, la tasa de mortalidad por cáncer en los niños y personas menores de 18 años, a través de la garantía por parte de los actores de la seguridad social en salud, de todos los servicios que requieren para su detección temprana y tratamiento integral".

### Carrusel de la contratación
Durante la alcaldía de su hermano Samuel Moreno, su nombre se ha visto vinculado al escándalo conocido como el carrusel de la contratación en el marco del cual es investigado por la Procuraduría General de la Nación. Moreno ha rechazado las acusaciones afirmando que existe una persecución política en contra suya, de su partido y de su familia. Moreno también ha señalado que sus acusadores, los Nule, buscan "encontrar las herramientas para demandar al Estado y seguirse haciendo a nuevos recursos (públicos)".
En el marco de este proceso, el 7 de marzo de 2011 Moreno renunció al Polo Democrático, pocos minutos después de conocerse que había sido suspendido por tres meses por el Comité de Ética de este partido.  El 8 de junio de 2011 la sesión plenaria del Senado aprobó la solicitud proferida por la Comisión de Ética de la misma corporación en la que se pedía suspensión de las condición de congresista a Moreno Rojas. En reemplazo de su curul asumió Parmenio Cuéllar Bastidas
Moreno Rojas se encuentra actualmente en San Gil (Santander). Fue sentenciado por su responsabilidad en la contratación de Bogotá. Moreno presentó más de 100 pruebas documentales durante el juicio que según su defensa demostraban su inocencia; sin embargo, no fueron analizadas por la Corte.[cita requerida] Moreno denunció una supuesta persecución política en su contra y la vulneración al debido proceso y a la defensa.[cita requerida] La defensa interpuso una demanda contra el estado colombiano en la Comisión Interamericana de Derechos Humanos en Washington por el supuesto desconocimiento de sus derechos en el juicio, la ausencia de doble instancia y una alegada «estrategia de desprestigio contra su familia».
El exsenador enfrenta otro proceso en el cual ha denunciado la presunta «falta de competencia y ausencia de imparcialidad» de la nueva sala de juzgamiento de la Corte Suprema. Moreno Rojas ha dejado las constancias, que según dice, demostrarían cómo se le ha negado el derecho a tener un abogado de confianza y a contar con unas garantías mínimas para defenderse. Moreno también alegó «la manera arbitraria como se le está juzgando» y la forma en que supuestamente se están comprando testigos para que declaren en su contra.
Su madre, María Eugenia Rojas de Moreno (excandidata presidencial), en la edición de la Revista Semana No 1921 del 25 de febrero de 2019 dijo tener más de 100 pruebas de una supuesta persecución política de la cual habrían sido víctimas sus hijos.
Para 2022 Moreno Rojas se encuentra esperando la revisión de su condena alegando que se le reconozca su derecho a la doble instancia al haber recurrido el fallo condenatorio de primera instancia.

### Partidos políticos
A lo largo de su carrera ha representado los siguientes partidos:
| Partido político             | Fecha inicio        | Fecha fin          |
| Polo Democrático Alternativo | 20 de julio de 2006 | 7 de marzo de 2011 |

### Cargos públicos
Entre los cargos públicos ocupados por Néstor Iván Moreno Rojas, se identifican:
| Cargo público                       | Partido político             | Fecha Inicio        | Fecha Fin               |
| Senador de la República             | Polo Democrático Alternativo | 20 de julio de 2006 | 8 de junio de 2010      |
| Alcalde Metropolitano Bucaramanga   | Alianza Nacional Popular     | 1 de enero de 2001  | 21 de diciembre de 2003 |
| Representante a la Cámara Santander | Alianza Nacional Popular     | 20 de julio de 1990 | 31 de diciembre de 1994 |
| Concejal                            | Alianza Nacional Popular     | 8 de enero de 1990  | 31 de julio de 1992     |